# المصالحة
قرية المصالحة هي إحدى القرى التابعة لمركز نجع حمادى في محافظة قنا في جمهورية مصر العربية. حسب إحصاءات سنة 2006، بلغ إجمالي السكان في المصالحة 9277 نسمة، منهم 4805 رجل و4472 امرأة.